# مارفن هدسون
مارفن هدسون (بالإنجليزية: Marvin Hudson)‏ هو لاعب كرة قاعدة أمريكي، ولد في 3 مارس 1964 في ماريتا في الولايات المتحدة.